# Krzyż Wybitnej Służby (Wielka Brytania)
Krzyż Wybitnej Służby, wzgl. Krzyż Służby Wybitnej lub Krzyż za Wybitną Służbę (ang. Distinguished Service Cross, DSC) – trzecie w hierarchii ważności (po Krzyżu Wiktorii i Krzyżu Dzielności Znamienitej) brytyjskie odznaczenie wojskowe, przyznawane za odwagę w działaniach na morzu lub oficerom marynarki.
Odznaczenie może być nadawane także pośmiertnie, można je otrzymać za ...gallantry during active operations against the enemy (waleczność w czasie działań w obliczu wroga).
Odznaczenie zostało ustanowione w 1901 pod nazwą Conspicuous Service Cross (tłum. Krzyż Służby Znamienitej), jako nagroda dla młodszych oficerów lub chorążych marynarki brytyjskiej Royal Navy, którzy nie mogli otrzymać Order Służby Wybitnej. Po wybuchu I wojny światowej, w październiku 1914 przemianowano je na Distinguished Service Cross i nadawanie rozciągnięto na wszystkich oficerów marynarki, poniżej stopnia Lieutenant Commander (komandora podporucznika). Od 1931 odznaczenie także mogli otrzymywać oficerowie marynarki handlowej (Merchant Navy), a od 1940 – inny personel militarny służący na okrętach lub statkach brytyjskich (członkowie armii lub lotnictwa). Od 1993, w związku ze zniesieniem Medalu Wybitnej Służby, DSC jest przyznawany dla wszystkich rang za odwagę w działaniach na morzu. Odpowiednikami DSC dla innych rodzajów sił zbrojnych są Krzyż Wojskowy i Krzyż Wybitnej Służby Lotniczej.
Kolejne nadania Krzyża oznacza się umieszczając poziomo na wstążce srebrne okucia (ang. bars).
W terminologii brytyjskiej:
- Distinguished Service Cross nadany dwukrotnie, to DSC and Bar;
- Distinguished Service Cross nadany trzykrotnie, to DSC and Two Bars.

Baretki dekoruje się srebrnymi rozetkami w kształcie róży heraldycznej.

## Odznaczeni
24 pojedyncze oraz 3 dwukrotne nadania Krzyża otrzymali Polacy podczas II wojny światowej, m.in. 20 polskich oficerów marynarki – DSC, a dwóch dalszych – DSC with Bar (Jerzy Koziołkowski i Tadeusz Gorazdowski).